# Стрём, Кристиан
Йо́хан Кри́стиан Стрём (норв. Johan Christian Strøm; 14 июня 1947, Осло) — норвежский саночник, выступал за сборную Норвегии в 1970-х годах. Участник двух зимних Олимпийских игр, двукратный чемпион национального первенства, призёр и участник многих международных турниров.

## Биография
Кристиан Стрём родился 14 июня 1947 года в Осло. Активно заниматься санным спортом начал с юных лет, вместе со старшим братом Рольфом Грегером проходил подготовку в столичном спортивном клубе «Акефорениге». Первого серьёзного успеха добился в 1971 году, когда стал чемпионом Норвегии в одноместных санях. Благодаря череде удачных выступлений удостоился права защищать честь страны на зимних Олимпийских играх 1972 года в Саппоро, участвовал здесь в обеих мужских саночных дисциплинах, но занял в итоге только четырнадцатое место, как в одиночках, так и в двойках (в двойках ему помогал Степхен Синдинг).
Спустя четыре года Стрём по-прежнему оставался лидером норвежской санной сборной, вновь выиграл национальное первенство и прошёл квалификацию на Олимпийские игры в Инсбрук, тем не менее проехал здесь заметно хуже, расположился в одиночном разряде лишь на двадцать второй позиции. Вскоре после этих соревнований принял решение завершить карьеру профессионального спортсмена, уступив место в сборной молодым норвежским саночникам.